# Mauro Gianetti
Mauro Gianetti (Isone, 16 de març de 1964) és un ciclista suís, ja retirat, que fou professional entre 1986 i 2002. En retirar-se va continuar vinculat a aquest esport com a mànager de diferents equips. Actualment forma part de l'UAE Team Emirates.
Les principals victòries com a ciclista les aconseguí en guanyar l'Amstel Gold Race de 1995 i la Lieja-Bastogne-Lieja del mateix any. Va disputar la prova en ruta dels Jocs Olímpics d'Estiu de 2000 a Sydney.
El seu fill Noé Gianetti també fou ciclista professional.

## Palmarès
- 1986
  - 1r al Gran Premi de Lugano
- 1988
  - 1r al Tour of Britain
- 1989
  - 1r a la Berner Rundfahrt
  - Vencedor d'una etapa del Tour of Britain
- 1990
  - 1r a la Coppa Placci
  - 1r a la Milà-Torí
- 1994
  - 1r a Chur-Arosa
- 1995
  - 1r a l'Amstel Gold Race
  - 1r a la Lieja-Bastogne-Lieja
- 1996
  - 1r a Chur-Arosa
  - 1r a la Klasika Primavera
  - 1r a la Japan Cup
  - Vencedor d'una etapa del Critèrium Internacional
  -  2n al Campionat del món de ciclisme
- 1997
  - 1r a la París-Camembert
- 1999
  - 1r al Trofeo Melinda
- 2000
  - 1r a la Volta al Japó i vencedor d'una etapa

### Resultats al Tour de França
- 1988. 115è de la classificació general
- 1990. 61è de la classificació general
- 1991. 98è de la classificació general
- 1992. Abandona (13a etapa)
- 1997. Abandona (16a etapa)

### Resultats a la Volta a Espanya
- 1995. 17è de la classificació general
- 1996. 13è de la classificació general

### Resultats al Giro d'Itàlia
- 1992. 70è de la classificació general